# DR P6 Beat
DR P6 Beat er en af DR's fem landsdækkende DABradio-kanaler.

## Musik
Originalt lanceret som "radiokanalen for musikelskere"', men har i dag hovedsageligt fokus på alternativ og indie genre.

### Programmer
| Program                          | Sendetid                 | Vært(er)                                                     | forhenværende vært(er)                                                           |
| -------------------------------- | ------------------------ | ------------------------------------------------------------ | -------------------------------------------------------------------------------- |
| Formiddag med Simpson            | Mandag-torsdag kl. 10-12 | Mikael Simpson                                               | Carsten Holm                                                                     |
| Weekend med Carsten Holm         | Fredag-søndag kl. 10-12  | Carsten Holm                                                 |                                                                                  |
| Musiktjenesten                   | Mandag-torsdag kl. 14-16 | Jacob Ege Hinchely Stine Rosenfeldt Rebecca Lou Claes Quaade | Rune HedemanAnders Bøtter                                                        |
| Morgenbeatet                     | Mandag-fredag kl. 7-10   | Camilla Jane Lea                                             | Anders Bøtter Tilde Bang-Hansen Jonas Hansen Henrik Aagaard                      |
| P6 Beat med Camilla Jane Lea     | Mandag-fredag kl.12-15   | Camilla Jane Lea                                             |                                                                                  |
| P6 Beat med Casper Bach Hegstrup | skiftende tidspunkt      | Casper Bach Hegstrup                                         |                                                                                  |
| P6 Beat med Henrik Aagaard       | skiftende tidspunkt      | Henrik Aagaard                                               |                                                                                  |
| Debut på P6 Beat                 | Onsdag kl. 17-19         | Sebastian Saxton                                             | Alicia Jordanova Casper Bach Hegstrup Augusta Glahn-Abrahamsen Tilde Bang-Hansen |
| Buda på P6 Beat                  | Tirsdag kl. 18-20        | DJ Buda                                                      |                                                                                  |
| P6 Beat Quizzer                  | Lørdag kl. 12-14         | Rune Hedeman                                                 |                                                                                  |
| Ugen på P6 Beat                  | Lørdag-Søndag kl. 14-18  | Mads Axelsen                                                 |                                                                                  |
| De rigtige 90ere                 | Lørdag-Søndag kl. 14-18  | Camilla Jane Lea                                             | Jacob Ege Hinchely                                                               |
| P6 Beat Elsker                   | Skiftende tidspunkt      | Anders Bøtter                                                |                                                                                  |
| Weekendbeatet                    | Lørdag-Søndag kl. 9-12   | Anders Bøtter                                                |                                                                                  |
| Sort Søndag                      | Søndag kl. 20-21         | Anders Bøtter                                                |                                                                                  |
| Sneums Garage                    | Søndag kl.18-20          | Jan Sneum                                                    |                                                                                  |
| DJ Brevets program               | Torsdag kl. 19-21        | DJ Brevet                                                    |                                                                                  |